# Leo Moracchioli
Leo Moracchioli (Ålgård, 10 ottobre 1978) è un musicista, polistrumentista e produttore discografico norvegese, noto per le sue cover heavy metal di canzoni celebri sul suo canale YouTube "Frog Leap Studios".
Nato da padre italiano e madre norvegese, ha registrato numerose cover, tra cui Sultans of Swing dei Dire Straits, Hello di Adele, Sail degli Awolnation, Poker Face e Bad Romance di Lady Gaga, Feel Good Inc. dei Gorillaz, Chandelier di Sia, Africa dei Toto, Redemption Song di Bob Marley, Old Town Road di Lil Nas X, Ti amo di Umberto Tozzi e molte altre.
Occasionalmente partecipa a tournée internazionali con la sua band Frog Leap (studios). Il 3 agosto 2019 ha partecipato al 30º anniversario del Wacken Open Air con la sua band. La band è composta dallo stesso Leo Moracchioli (voce e chitarra), Hannah Boulton (voce femminile), Erik Torp (basso), Rabea Massaad (chitarra), Truls Haugen (voce e batteria).
Vive e lavora a Oltedal nei pressi di Gjesdal, nella Norvegia sud-occidentale. È divorziato e ha una figlia nata nel 2011.